# Coelognathus radiatus
Espèce
Synonymes
- Coluber radiatus Boie, 1827
- Coluber quadrifasciatus Cantor, 1839
- Tropidonotus quinque Cantor, 1839

Statut de conservation UICN

 LC  : Préoccupation mineure
Coelognathus radiatus  est une espèce de serpents de la famille des Colubridae.

## Répartition
Cette espèce se rencontre en :
- en Birmanie ;
- au Bangladesh ;
- au Cambodge ;

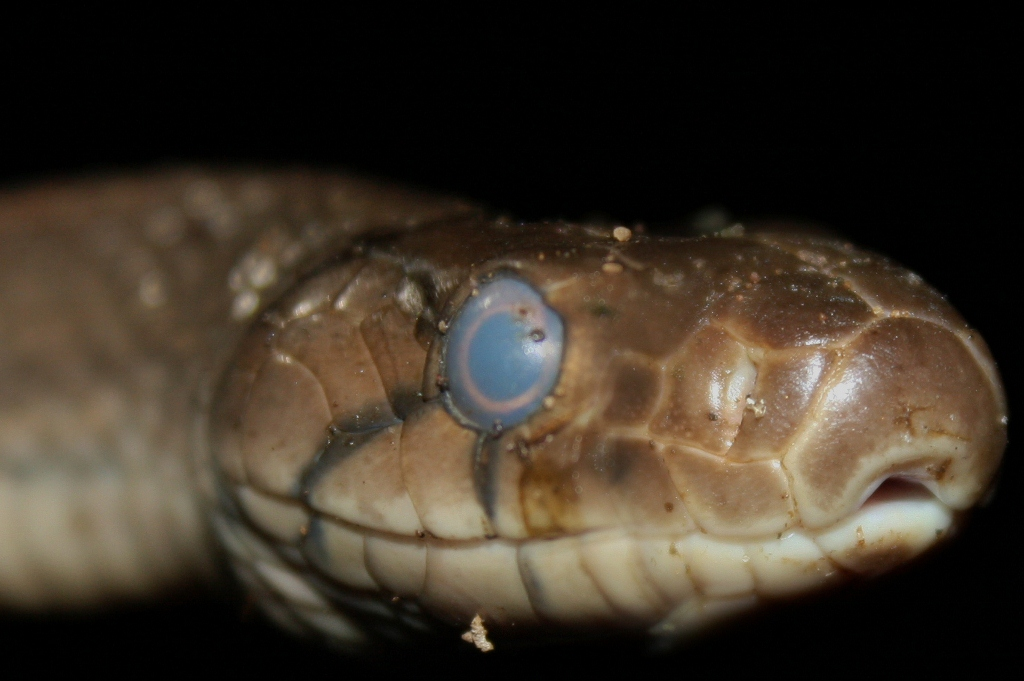

- en Chine, dans les provinces de Fujian, Guangdong, Guangxi et Yunnan et à Hong Kong ;
- en Inde ;
- en Indonésie, dans l’État du Kalimantan et sur l'île de Bangka, Java et Sumatra ;
- au Laos ;
- en Malaisie orientale et péninsulaire ;
- au Népal ;
- à Singapour ;
- aux Philippines ;
- en Thaïlande, y compris sur l'île de Phuket ;
- au Viêt Nam[1].

## Description

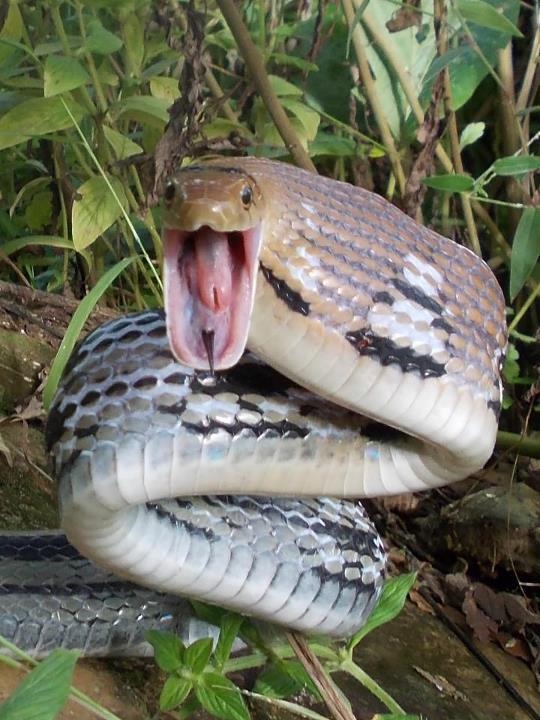

Coelognathus radiatus est un serpent ratier diurne.
Il mesure de 1,8 à 2 m.
Il peut parfois être impressionnant et sembler menaçant mais il n'est pas dangereux pour l'homme : il n'est pas venimeux !

## Publications originales
- Boie, 1827 : Bemerkungen über Merrem's Versuch eines Systems der Amphibien, 1. Lieferung: Ophidier. Isis von Oken, Jena, vol. 20, p. 508-566 (texte intégral)
- Cantor, 1839 : Spicilegium Serpentium Indicorum. part 1 Proceedings of the Zoological Society of London, vol. 1839, p. 31-34 (texte intégral).